# Ulica Olszowa w Warszawie
Ulica Olszowa – ulica w dzielnicy Praga-Północ w Warszawie.
Jej początki sięgają końca XVIII wieku. Przez większość swojej historii biegła wzdłuż Wisły do mostu, najpierw łyżwowego na jej południowym krańcu, a potem Kierbedzia i Śląsko-Dąbrowskiego na północnym. Aż do końca II Rzeczypospolitej stały przy niej budynki wojskowe. Wzdłuż ulicy biegły tory Kolei Jabłonowskiej, ze stacją Warszawa Most.
Po II wojnie światowej została znacznie skrócona, a jakiś czas potem wchłonęła ulicę Dębową, stając się w większości przebiegu prostopadła do rzeki.

## Przebieg ulicy i zabudowa
Ulica Olszowa biegnie w kierunku ze wschodu na zachód, od ulicy Józefa Sierakowskiego krawędzią placu Weteranów 1863 roku, krzyżuje się z Panieńską, po czym, po skręcie pod kątem prostym na południe, kończy się ślepo po kilkudziesięciu metrach.
Na całej długości do Olszowej od strony północnej przylega nasyp wprowadzający aleję „Solidarności” na most Śląsko-Dąbrowski. Od strony południowej na odcinku od Sierakowskiego do Panieńskiej stoją budynki Szpitala Praskiego, przypisane adresowo do alei „Solidarności”. Na narożniku z Panieńską znajduje się wejście i wjazd dla karetek Szpitalnego Oddziału Ratunkowego. Za skrzyżowaniem z Panieńską od południowej strony znajduje się pawilon o adresie Panieńska 11, a dalej skwer. Na krótkim odcinku ulicy od zakrętu na południe, położonym najbliżej Wisły, zachowała się pierwotna nawierzchnia brukowa z kamienia polnego, pochodząca z drugiej połowy XIX wieku. Odcinek ten kończy się przed domem przy Olszowej 12. Numeracji ulicy przypisany jest także jeden z budynków osiedla Panieńska, z adresem Olszowa 8, choć jest znacznie oddalony na południe od faktycznego zakończenia ulicy.
W 2016 rozpoczęto budowę budynku wielorodzinnego na posesji Olszowa 14.

## Historia

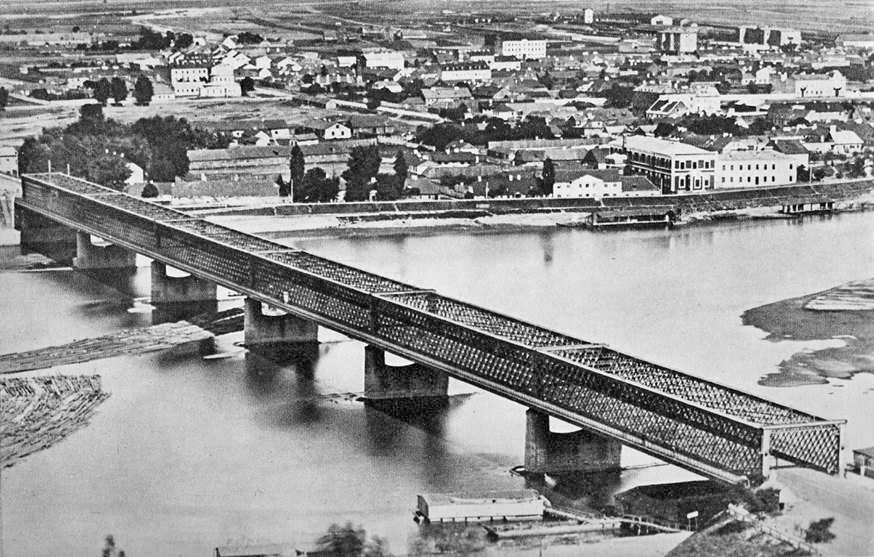
Most Kierbedzia i Praga widziane z wieży Zamku Królewskiego, na prawo od mostu wzdłuż brzegu rzeki ulica Olszowa (fot. Konrad Brandel,1873)

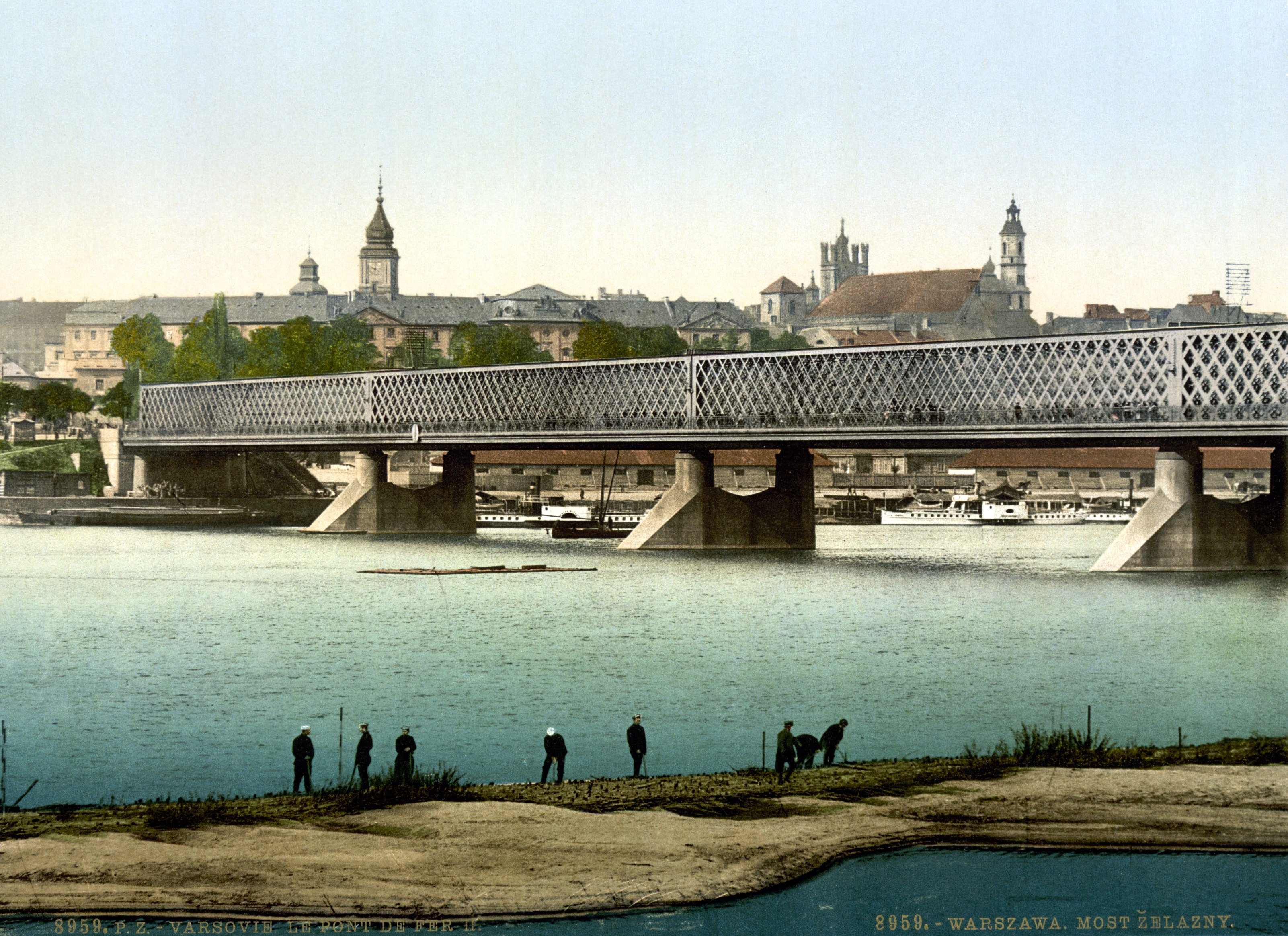
Most Kierbedzia widziany z okolic ulicy Olszowej (lata 1890–1900)

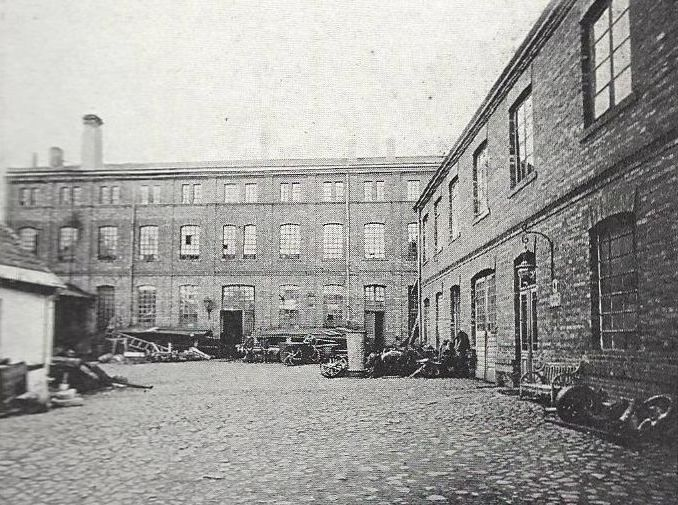
Budynki fabryki maszyn młyńskich C. Skoryny przy Olszowej 14 (około 1905)

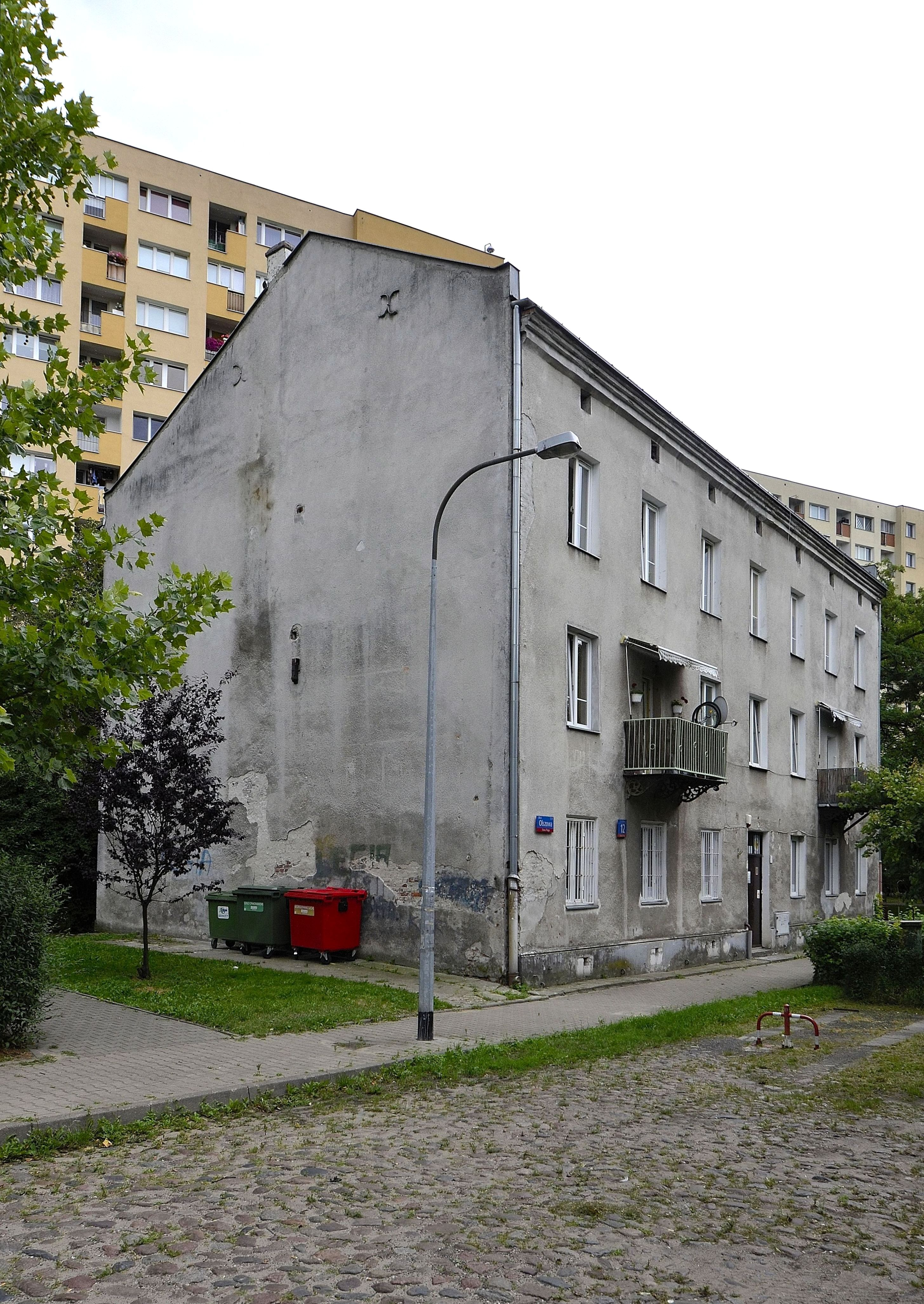
Fragment ulicy Olszowej z dawną nawierzchnią brukową oraz dom Wendów pod numerem 12 (2015)

Według Jarosława Zielińskiego ulica Olszowa powstała w roku 1775, kiedy zbudowano most Ponińskiego, rozstawiany na łodziach między brzegami Wisły. Jego praski koniec położony był u wylotu ulicy Brukowej. Wówczas wytyczono drogę nad brzegiem na południe od mostu, a na jej północnym końcu urządzono przystań, w której zimą cumowano jego elementy.
Nazwa Olszowa została nadana w 1792 roku tej właśnie drodze, biegnącej wzdłuż brzegu Wisły. W początkach istnienia występowała także pod nazwą Olchowa. W końcu XVIII wieku stało przy niej 13 domów, dworek i rzeźnia. Istotną grupę zawodową wśród mieszkańców stanowili przewoźnicy wiślani, których mieszkało tam wówczas około 30.
W latach 1806–1811 w okresie Księstwa Warszawskiego ulica znalazła się w obrębie fortyfikacji przedmościa, ale nie przestała istnieć, co stało się losem pobliskiej Panieńskiej i wielu innych ulic w tej części Pragi. Wówczas także powstał zespół murowanych parterowych budynków wojskowych, mieszczący koszary pontonierów i lazaret, a w 1808 roku pierwszy parterowy murowany dom prywatny na posesji przy Olszowej 6.
Po roku 1815 fortyfikacje zostały zlikwidowane, a w 1819 wzniesiono murowany piętrowy dom obok domu przy Olszowej 6.
W latach 1814–1826 w miejscu wyburzonych koszar i lazaretu wybudowano Komorę Wodną projektu Antonio Corazziego, z zapleczem magazynowym. W 1826 roku został także odnotowany żydowski dom modlitwy, którego utrzymującym i przełożonym był Chaim Hersz Kayler. Był on zlokalizowany w obrębie nieruchomości nr hip. 418 (obecnie Olszowa 10 lub Olszowa 12). Składał się on z jednego pomieszczenia dla 31 wiernych. W sąsiedztwie, przy Olszowej 16, powstał w roku 1829 parterowy murowany magazyn mostowy.
Około połowy XIX wieku dawna przystań była już zupełnie zamulona i nie nadawała się do cumowania elementów mostu. Rozbudowano za to dla nich magazyny w okolicy Komory Wodnej.
W latach 1859–1864 trwała budowa mostu Aleksandrowskiego, potocznie zwanego mostem Kierbedzia i prowadzącej doń po praskiej stronie Wisły ulicy Aleksandrowskiej, której nasyp zamknął ulicę Olszową od północy. Z równoległą Panieńską połączyła ją wówczas wiodąca u stóp nasypu krótka uliczka o nazwie Dębowa.
W tym okresie usypano wzdłuż Olszowej od strony rzeki wał, zabezpieczający ją przed wylewami.
W latach 1869–1879 przy Olszowej mieściło się kilka teatrzyków ogródkowych. Domy prywatne były przebudowywane bądź na miejscu starych budowano nowe. Jedynym do dziś istniejącym spośród nich jest dwupiętrowy murowany dom rodziny Wendów z 1876 roku. Jego fasada od strony Wisły ozdobiona była dwoma metalowymi balkonami, okna na pierwszym piętrze miały skromne obramienia, a parter boniowanie. Został on wpisany do gminnego rejestru zabytków miasta stołecznego Warszawy.
Reklamy w prasie wskazują, że co najmniej od 1881 roku na parceli hipotecznej 415a (późniejszy adres Olszowa 14) działała pracownia rzeźbiarska „C. Skoryna i H. Neuendorff”. Oferowała ona wszelkie wyroby z marmuru, piaskowca i granitu, w tym pomniki i elementy wyposażenia wnętrz. Na Cmentarzu Powązkowskim w Warszawie zachowały się pomniki nagrobne rodzin Lortsch z 1884 roku i Kociołkiewicz z 1883 roku, oba jej wyrobu.
W 1888 roku powstała przy Olszowej 12 wytwórnia mydła i perfum Kwiecińskiego wraz ze sklepem „Flora”. Na Olszową 14 z kolei około 1890 przeniosła się firma „C. Skoryna”, będąca własnością Cezarego Skoryny, produkująca kamienie i maszyny młyńskie. Swoją historią sięgała roku 1794. Ogłoszenie prasowe z 1907 roku wskazuje, że firma ta użytkowała wówczas także posesję przy Olszowej 6. W mniej więcej tym samym czasie w domu Prokulskiej przy Olszowej 8 mieszkało kilku przybyłych z głębi Imperium Rosyjskiego tatarskich handlarzy, będących członkami rosyjskiego artelu. W okresie przed I wojną światową Olszowa miała charakter ubogiego praskiego bulwaru, który zaczynał się przy moście Kierbedzia i kończył się nad kanałem łączącym Wisłę z Jeziorem Kamionkowskim. Część jej zabudowy nadal stanowiły budynki wojskowe, w tym o charakterze magazynowym.
W 1900 roku (prace rozpoczęto w 1899) przeprowadzono po nieparzystej, niezabudowanej stronie Olszowej, już za wałem, wąskotorową Kolej Jabłonowską. Na wprost posesji przy Olszowej 14 powstała stacja Warszawa Most, z kilkukrotnie zmienianymi budynkami. W 1923 roku został zrealizowany projekt znanego architekta Konstantego Jakimowicza, ale jeszcze przed wojną zastąpiono go kolejnym.
Fabryka maszyn młyńskich, po śmierci Cezarego Skoryny w 1903 roku, przeszła w ręce rodziny, po czym w roku 1914 jej właścicielami zostali Emil Rauer (który w 1910 poślubił córkę Cezarego Skoryny Jadwigę) i P. Kozłowski. W 1918 roku firma miała zakończyć działalność. Jarosław Zieliński podaje, że jednak działała nadal w okresie międzywojennym, znana jako Towarzystwo Akcyjne Wytwórni Maszyn „Młynotwórnia”. Jak wskazuje jeden z artykułów prasowych, stała się w rzeczywistości oddziałem spółki Towarzystwo Akcyjne Wytwórni Maszyn Młyńskich „Młynotwórnia” z siedzibą w Poznaniu.
W okresie międzywojennym nadal część zabudowy ulicy stanowiły obiekty należące do wojska, o różnym charakterze: koszarowym, biurowym i mieszkalnym. Podczas obrony Warszawy w pierwszych dniach września 1939 przy Olszowej 2/4 stacjonował pluton żandarmerii krajowy nr 4, w sile 1 oficera i około 40 żandarmów. Podlegał on Dowódcy Żandarmerii Okręgu Korpusu I ppłk. Stanisławowi Galosowi. Jednak już 10 września z połączenia go z innym plutonem powstał Pluton Żandarmerii Warszawa-Praga pod dowództwem ppor. Markiewicza, którego miejscem postoju stała się ulica Inżynierska 3.
W latach 1944–1945 prawie cała zabudowa ulicy uległa zniszczeniu, w tym magazyny wojskowe i liczne budynki drewniane. Budynki fabryczne przy Olszowej 14 zostały zburzone w 1944 i nie odbudowano ich. „Mapa zniszczeń Warszawy w latach 1939–1945” ze zbiorów Biblioteki Narodowej pokazuje, że zabudowa całej ulicy została spalona. Z kolei reprint tejże mapy wydany w 1984 roku zawiera oznaczenia, że zabudowa północnej części ulicy była zniszczona przez systematyczne wypalanie, a wzdłuż południowej wysadzona w powietrze lub zbombardowana.
W latach 1952–1956 zlikwidowano tory kolejki. Pomiędzy rokiem 1958 a 1959 powstała ulica Wybrzeże Szczecińskie, początkowo przebiegająca równolegle do Olszowej. W latach 1964–1967 przy Olszowej wzniesiono domy osiedla Panieńska według projektu Teresy Tyszyńskiej i Gabriela Rekwirowicza. Niedługo po wybudowaniu osiedla, w 1970 roku rozebrano budynek dworca kolejki wąskotorowej.
Na planie miasta z końca 1972 roku Olszowa ma jeszcze dawny przebieg, podczas gdy mapa z roku 1974 pokazuje już ślepe zakończenie na wysokości domu nr 12. 21 lutego 1980 roku w skład ulicy Olszowej włączono przylegającą do muru Szpitala Praskiego dotychczasową ulicę Dębową, którą w międzyczasie przedłużono do ulicy Józefa Sierakowskiego. W efekcie ulica Dębowa przestała w tym miejscu istnieć, a tę samą nazwę nadano ulicy w dzielnicy Białołęka na osiedlu Choszczówka. W ten sposób ulica Olszowa, pierwotnie równoległa do brzegu Wisły, stała się w większości swego przebiegu do niej prostopadła.
W trakcie rozpoczętej w 2016 budowy budynku wielorodzinnego na posesji Olszowa 14 inwestor wykopał i wywiózł pozostałości zburzonych w czasie wojny zabudowań fabrycznych. Powstały kontrowersje, czy znajdowały się wśród nich elementy zabytkowe bądź o wartości historycznej. O sprawie doniosły media, informując, że stołeczny konserwator zabytków skierował sprawę do prokuratury.

## Osoby związane z ulicą
Przy Olszowej 12, w domu Wendów, wychował się Tadeusz Wenda (1863–1948), inżynier komunikacji, późniejszy budowniczy portu w Gdyni.
Od 1890 roku przy Olszowej 14 działała fabryka maszyn i kamieni młyńskich „C. Skoryna”, będąca własnością Cezarego Skoryny (1840–1903), przemysłowca i społecznika, a potem jego spadkobierców.
Właścicielami tejże samej fabryki byli później przemysłowiec i działacz niepodległościowy Emil Rauer, od 1910 mąż jednej z córek Cezarego Skoryny, i jego wspólnik P. Kozłowski (od 1914 do przejęcia w 1918 przez Towarzystwo Akcyjne Wytwórni Maszyn Młyńskich „Młynotwórnia” z siedzibą w Poznaniu).